# Islam Borinca
Islam Borinca (ur. w Klinie) – kosowski psycholog i publicysta, doktor habilitowany nauk psychologicznych.

## Życiorys
Po ukończeniu studiów z zakresu psychologii na Uniwersytecie w Prisztinie pracował w latach 2015-2016 jako psycholog w Prisztinie.
W ramach stypendium przyznanego przez szwajcarskie władze za pośrednictwem Ambasady Szwajcarii w Prisztinie, we wrześniu 2016 roku przybył do Genewy w celu kontynuacji studiów; do 2020 roku studiował na Uniwersytecie Genewskim i na Uniwersytecie w Lozannie, uzyskując stopień doktora psychologii społecznej. Pracował jako asystent na Uniwersytecie Genewskim oraz na Université Libre de Bruxelles, następnie odbył staż podoktorski na University of Limerick.
31 marca 2022 roku uzyskał habilitację na University of Limerick.
Pracuje jako adiunkt na School of Psychology University College Dublin. Jest redaktorem czasopisma European Journal of Social Psychology oraz należy do komitetu Międzynarodowego Towarzystwa Psychologii Politycznej.

## Publikacje[5]
- Social Exclusion and Sexual Objectification Among 18- to 30-Year-Old Men in Kosovo (2016)[2]
- Challenging predictions between affective temperaments, depression and anxiety in a Kosovo student community sample (2018)[2]
- “How can you help me if you are not from here?” Helper's familiarity with the context shapes interpretations of prosocial intergroup behaviors (2020)[2][6]
- Social Cohesion and Outgroup Prosocial Behaviors (2020)
- Beyond direct contact: The theoretical and societal relevance of indirect contact for improving intergroup relations (2021)[2][7]
- DO YOU KNOW WHAT MAKES A MAN? (2021)
- La féminisation perçue du rôle des hommes et ses effets sur l’(in)égalité de genre (2021)
- Men’s Discomfort and Anticipated Sexual Misclassification Due to Counter-Stereotypical Behaviors: the Interplay between Traditional Masculinity Norms and Perceived Men’s Femininization (2021)[2][8]
- Meta-humanization enhances positive reactions to prosocial cross-group interaction (2021)[2][9]
- Outgroup prejudice and perceptions of prosocial intergroup behaviors (2021)[2][10]
- Overcoming negative reactions to prosocial intergroup behaviors in post-conflict societies: The power of intergroup apology (2021)[2][11]
- The impact of masculinity beliefs and political ideologies on men’s backlash against non-traditional men: The moderating role of perceived Men’s feminization (2021)
- Can conservatives who (de)humanize immigrants the most be able to support them? The power of imagined positive contact (2022)[12]
- Crisis Complicates Peacebuilding in Postconflict Societies: COVID-19 Support Triggers Negative Outgroup Emotions Among Individuals With Low and High Prejudice (2022)[13]
- Ingroup norms shape understanding of outgroup prosocial behaviors (2022)[2][14]
- Is Traditional Masculinity Still Valued? Men’s Perceptions of How Different Reference Groups Value Traditional Masculinity Norms (2022)
- Gay-Gender Expression and Attitudes Toward Gay People: The Moderating Role of Perceived Men’s Feminization (2022)[2]
- Social Integration: Implications for the Association Between Childhood Trauma and Stress Responsivity (2022)
- The impact of the COVID-19 pandemic on individuals and their intra- and intergroup relations (2022)
- Dehumanization of outgroup members and cross-group interactions (2023)
- Inclusive social norms and nationals’ positive intergroup orientations toward refugees: The moderating role of initial prejudice and intergroup contact (2023)
- Men’s Gender Norms and Gender-Hierarchy-Legitimizing Ideologies: The Effect of Priming Traditional Masculinity Versus a Feminization of Men’s Norms (2023)